# Кракко, Джованни
Джованни Кракко (итал. Giovanni Cracco; Вальданьо — 11 апреля 1943, Тунис) — итальянский солдат, танкист во время Второй мировой войны. Кавалер высшей награды Италии за подвиг на поле боя — золотой медали «За воинскую доблесть» (1943, посмертно).

## Биография
Родился в коммуне Вальданьо (Италия).
Принимал участие в Тунисской кампании в составе экипажа танка M14/41 8-й танковой роты 15-го танкового батальона 31-го танкового полка 131-й танковой дивизии «Чентауро»:
- командир танка старший лейтенант Карло Бастини (итал. Carlo Bastini);
- механик-водитель танкист Никодемо Малавольта (итал. Nicodemo MALAVOLTA, погиб в бою);
- радист танкист Марио Бертоне (итал. Mario Bertone, погиб в бою);
- заряжающий капрал Джованни Кракко (итал. Giovanni Cracco, погиб в бою).

11 апреля 1943 года погиб в бою вблизи местечка Борди, Тунис.

Заряжающий танка М/41, в нескольких столкновениях с врагом показал чёткое и сознательное бесстрашие, эффективно помогая своему командиру танка. Во время боя с превосходящими танками противника, не колеблясь, проверял и корректировал огонь, оставаясь почти постоянно в открытом люке. Будучи раненым в результате попадания снаряда, убившего механика-водителя и серьёзно повредившего его ноги, он нашёл в себе силы отказаться от помощи командира танка и снова зарядил танковое орудие, затем ещё и ещё. После второго, третьего и четвёртого ранений в голову, грудь и руки, сжимая снаряд в своих руках, пытаясь снова перезарядить орудие, обратился к командиру танка с последними словами: «Вперёд, господин лейтенант.» Великолепный пример высокой боевой доблести и чувства долга.
Борди (Тунис), 11 апреля 1943.
Оригинальный текст (итал.)Porgitore di un carro M/41, in parecchi scontri col nemico dimostrava sereno e cosciente sprezzo del pericolo, coadiuvando efficacemente il proprio capocarro. Durante un combattimento contro preponderanti forze corazzate avversarie, non esitava, per controllare ed aggiustare il tiro, a rimanere quasi costantemente con la testa fuori dello sportello di torretta. Colpito il carro una prima volta da una granata che uccideva il pilota e feriva lui stesso gravemente alle gambe, pur con la carne martoriata dal dolore, trovava la forza di respingere ogni cura del proprio capocarro e di caricare ancora per tre volte il pezzo. Colpito una seconda, terza e quarta volta alla testa, al petto e alle braccia, cercava di compiere un ultimo caricamento e si abbatteva infine stringendo ancora in mano le granate e rivolgendo le ultime sue parole al capocarro: « Forza, Signor Tenente ». Magnifico esempio di altissime virtù militari, di sublime senso del dovere.

Bordy (Tunisia), 11 aprile 1943.
— Из представления к награде
Посмертно награждён золотой медалью «За воинскую доблесть».

## Награды
- Золотая медаль «За воинскую доблесть» (1943, посмертно)

## Память
В коммуне Вальданьо (Италия) в честь Джованни Кракко названа школа.